# Štore
Štore este o localitate din comuna Štore, Slovenia, cu o populație de 1.850 de locuitori.